# 2019년 도널드 트럼프 대통령 탄핵 조사
2019년 도널드 트럼프 대통령 탄핵 조사(Impeachment inquiry against Donald Trump)는 2019년 9월 24일 미국 하원 의장 낸시 펠로시가 텔레비전 연설을 하며 개시된 도널드 트럼프 미국 대통령의 탄핵을 추진하기 위한 조사이다. 트럼프 대통령이 2019년 여름 볼로디미르 젤렌스키 우크라이나 대통령과의 통화에서 조 바이든 전 부통령과 그의 아들 헌터 바이든 대한 조사에 협조해줄 것을 요청했다는 의혹에 대해 직권 남용 혐의가 제기되었고, 이에 대해 민주당 측에서 펠로시에게 탄핵 진행 압력을 넣어 결국 탄핵 조사가 성사되었다.
미국 시간으로 2019년 12월 18일 탄핵 소추안 본회의가 통과되었다.

## 같이 보기
- 빌 클린턴 대통령 탄핵 소추
- 2019년 도널드 트럼프 대통령 탄핵 소추